# Teratophyllum aculeatum
Teratophyllum aculeatum là một loài thực vật có mạch trong họ Lomariopsidaceae. Loài này được (Blume) Mett. ex Kuhn miêu tả khoa học đầu tiên năm 1869.